# Batuputih Laok
Batuputih Laok is een bestuurslaag in het regentschap Sumenep van de provincie Oost-Java, Indonesië. Batuputih Laok telt 4792 inwoners (volkstelling 2010).